# اولگ دیمیتروف
اولگ دیمیتروف (انگلیسی: Oleg Dimitrov؛ زادهٔ ۶ مارس ۱۹۹۶) بازیکن فوتبال اهل بلغارستان است.
از باشگاه‌هایی که در آن بازی کرده است می‌توان به باشگاه فوتبال لودوگورتس رازگراد اشاره کرد.
وی همچنین در تیم‌ ملی فوتبال  زیر ۲۱ سال بلغارستان بازی کرده است.